# Rustici (cònsol 520)
Rustici (en llatí: Flavius Rusticius; fl. 520) va ser cònsol l'any 520 elegit per la cort de Teodoric el Gran. El seu col·lega oriental va ser Vitalià. En una ocasió el seu nom apareix com a Ruticianus (AE 1920, 117).